# Anja Voeste
Anja Voeste (* 19. Juni 1965 in Bad Pyrmont) ist eine deutsche Germanistin.
Voeste absolvierte ein Lehramtsstudium für die Fächer Deutsch und Französisch an der Universität Hannover. Dieses schloss sie 1992 mit dem Ersten Staatsexamen ab, bevor sie von 1994 bis 1997 ein Promotionsstudium anschloss. 1998 promovierte sie mit einer Arbeit über die historische Deklination des Adjektivs. Es folgten Lehrtätigkeiten an den Universitäten Potsdam, Hannover, Wien, Augsburg und Salzburg sowie an der FU Berlin. 2007 erlangte sie ihre Habilitation mit einer Untersuchung zur Wortsegmentierung im 16. Jahrhundert. Seit Mai 2008 ist Anja Voeste Professorin für historische Sprachwissenschaft und Sprachgeschichte des Deutschen an der Justus-Liebig-Universität Gießen. 
Voeste ist verheiratet mit dem Geschichtswissenschaftler Christoph Boyer.

## Werke (Auswahl)
- Orthographie und Innovation. Die Segmentierung des Wortes im 16. Jahrhundert. Olms Verlag, Hildesheim u. a. 2008, ISBN 978-3-487-13604-2
- Varianz und Vertikalisierung. Zur Normierung der Adjektivdeklination in der ersten Hälfte des 18. Jahrhunderts. Rodopi Verlag, Amsterdam/Atlanta 1999, ISBN 90-420-0659-5
- Um Anerkennung schreiben. Fünf historische Versuche, sich mit rechten Worten ins rechte Licht zu rücken, in Gabriele Leupold, Eveline Passet Hgg.: Im Bergwerk der Sprache. Eine Geschichte des Deutschen in Episoden. Wallstein, Göttingen 2012, S. 185–202.
- mit Ursula Rautenberg: (Hrsg.): Typographie. Theoretische Konzeptionen, historische Perspektiven, künstlerische Applikationen. Anton Hiersemann Verlag, Stuttgart 2022.